# Драгомірешть-Вале
Драгомірешть-Вале, Драгомірешті-Вале (рум. Dragomirești-Vale) — село у повіті Ілфов в Румунії. Входить до складу комуни Драгомірешть-Вале.
Село розташоване на відстані 13 км на захід від Бухареста, 133 км на південь від Брашова.

## Населення
За даними перепису населення 2002 року у селі проживали 1213 осіб, усі — румуни. Усі жителі села рідною мовою назвали румунську.